# 支援教育を行う普通学校
本項、支援教育を行う普通学校（しえんきょういくをおこなうふつうがっこう）では、特別支援学校以外で、学力不足など特別なニーズがある生徒に対して支援教育を行っている普通学校について記述する。
こうした学校では学力不足のほか、発達障害などの様々な障害を持つ生徒、不登校経験者の生徒、中途退学者や様々な理由で教育を受けられなかったため再び高等学校で学びたい生徒、ボランティア活動や芸術活動、専門学校などでの学習と両立したい生徒なども進学する。
これまで、支援教育が必要な生徒は夜間定時制高等学校に入学していた。しかし、それらの生徒の多くは当初昼間の時間帯での通学を希望していた。そのため、これらの生徒を全日制・昼間定時制の高等学校で受け入れ、支援教育を行うようになった。
しかし、指定されている高校には現在も、昼夜間二部制、三部制など夜間部を併設する昼夜間定時制高校がある（チャレンジスクールやクリエイティブスクールの一部、パレットスクール）。

## 東京都における取り組み
東京都が設置する東京都立高校では既存の高校を改組して、全日制のエンカレッジスクール、昼夜間定時制のチャレンジスクール、昼夜間定時制昼間部併設のチャレンジ枠、通信制のトライネットスクールを設置している。

### エンカレッジスクール
エンカレッジ (encourage) とは、勇気付けるという意味で、可能性を持ちながらも力を発揮できない状態の生徒を積極的に受け入れ支援するための施策を実施する高校。既設の全日制高校から中退率・生徒指導上の課題状況・地域バランスを勘案して指定した。
- 入学者選抜で学力検査を実施しない。
- 定期考査は一切実施しない。
- 1年次における30分授業の実施。
- 国語、数学、英語を中心とした習熟度別学習と少人数授業で「集中」と「繰り返し」を大切にし、基礎基本を確実に身につけさせる。
- 二人担任制によるきめ細かな指導を実施する。
- 午後は週1日、体験的学習を実施する。

などの施策により、生徒の力を引き出し成就感・達成感を実感させることを目的とする。
2007年4月までに、以下の4校が指定された。
- 東京都立足立東高等学校（平成15年度入学生より実施）
- 東京都立秋留台高等学校（平成15年度入学生より実施）
- 東京都立練馬工業高等学校（平成18年度入学生より実施、工業高校としては初の指定である。）
- 東京都立蒲田高等学校（平成19年度入学生より実施）

2010年には東村山高校が指定されたが「進学型エンカレッジスクール」としての指定で、定期考査を実施するなど、それまでの4校と異なる施策を取っている。
- 東京都立東村山高等学校（平成22年度より実施）[3][4]

### チャレンジスクール・チャレンジ枠
チャレンジスクールは三部制（昼夜間定時制）・三修制（単位制）・総合学科の高等学校。東京都立の昼夜間定時制高校全12校（うち三部制高校11校）のうち、半数の6校を占める。昼間部2部と夜間部を併設する三部制だが、夜間部も中学校卒業直後に入学した一般的な高校生がほとんどである。
チャレンジ枠は三部制・三修制・普通科の高等学校の昼間部に併設されているコース。
共に不登校経験者と他校中退者を主な対象とする高校。基本的にはエンカレッジスクールと同様に以下の施策を行う。
- 入学者選抜で学力検査を実施しない。
- 国語、数学、英語を中心とした習熟度別学習で基礎基本を確実に身につけさせる。

以下の新しい試みも行っている。
- 入学者選抜では内申書不要。
- カウンセリング体制の充実。

現在は以下のチャレンジスクール6校、チャレンジ枠1校の計7校がある。
- 東京都立大江戸高等学校
- 東京都立小台橋高等学校
- 東京都立世田谷泉高等学校
- 東京都立桐ケ丘高等学校
- 東京都立六本木高等学校
- 東京都立稔ヶ丘高等学校
- 東京都立八王子拓真高等学校チャレンジ枠

### トライネットスクール
引きこもりや時間の制約など様々な事情により、通常の通学が困難であるが学ぶ意欲を持つ生徒のために、
- 時間などの理由で、全日制・定時制課程で学べない生徒のためのセーフティネットである通信制課程
- インターネット等の情報通信技術を取り入れた教育（電子メールによるレポート提出・添削等）
- 既存の都立高校ネットワークの連携（自校に施設がない実習科目等の幅広い設定等）

の3つ (=tri) のネットを活用して、自己実現に挑戦 (=try) する学習を支援する目的で設置する通信制高校。現在は下記1校であるが、将来的には都区部で1校設置の計画がある。
- 東京都立砂川高等学校通信制課程

## 神奈川県および大阪府における取り組み
大阪府及び神奈川県が多様なニーズに対応するためにクリエイティブスクールという名称でそれぞれ神奈川県では全日制、大阪府では昼間定時制・昼夜間定時制の高校を設置している。

### クリエイティブスクール

#### 神奈川県
神奈川県では既存の全日制高校の一部を、持っている力を十分に発揮できなかった生徒に対してきめ細かな指導を行い、卒業後に自らの良さを活かしながら社会に参加できる人材の育成を教育目標とする、クリエイティブスクールに指定し、2009年度（平成21年度）入学者選抜から制度を実施している。課程と設置科は学年制の全日制普通科、規模としては学年あたり240人程度、学校全体で720人程度としている。
選抜方法および教育内容は各校ごとに異なるが、クリエイティブスクールにおける共通方針は以下の通りである。
- 選抜方針
  - 意欲的に学校生活を送ろうとする意志を重視する
  - 力を伸ばしたいという意欲を基準とした選考を徹底する
  - 入学後の教育活動につながる検査方法を採用する
- 教育方針
  - 基礎学力の定着
  - 社会的規範を身に付けさせる
  - キャリア教育の推進

2009年度（平成21年度）から実施された高等学校は以下の通り。
- 神奈川県立横須賀南高等学校（指定当時：神奈川県立大楠高等学校）
- 神奈川県立釜利谷高等学校
- 神奈川県立田奈高等学校

2017年度（平成29年度）から実施された高等学校は以下の通り。
- 神奈川県立大井高等学校
- 神奈川県立大和東高等学校

#### 大阪府
大阪府が新設・改組した多部制・単位制高校。多様なニーズを持つ生徒が目的意識を持って学ぶことができるよう、ワールド（普通科）や系列（総合学科）の科目群を中心とした単位選択制度を持つ。昼間二部制と夜間部を併設する三部制がある。現在はエンパワメントスクールへの改編が進んでいる。
- 大阪府立咲洲高等学校 普通科・昼間二部制
- 大阪府立箕面東高等学校 普通科・昼間二部制
- 大阪府立桃谷高等学校 普通科・三部制
- 大阪府立東住吉総合高等学校 総合学科・昼間二部制
- 大阪府立成城高等学校 総合学科・三部制
- 大阪府立和泉総合高等学校 総合学科・三部制

### デュアル総合学科
大阪府では長期の勤労体験学習を取り入れたデュアルシステムを採用したデュアル総合学科を設置した。受け入れ先は幼稚園・保育園・工場・商店・老人介護施設など様々であり、地域の住民が協力して行っている。
- 大阪府立布施北高等学校

## 埼玉県における取り組み

### パレットスクール
埼玉県では既存の夜間定時制高校を統合集約して、多部制（昼夜間定時制）・総合学科・単位制高校を新設した。昼夜間二部制と三部制がある。
現在は以下の3校である。
- 埼玉県立戸田翔陽高等学校（三部制）
- 埼玉県立狭山緑陽高等学校（昼夜間二部制）
- 埼玉県立吹上秋桜高等学校（昼夜間二部制）

## 奈良県における取り組み

### キャリアデザイン学科
奈良県では、2015年度から社会人としての成長を支援するキャリアデザイン科を設置した。
- 奈良県立二階堂高等学校（全日制総合学科）
  - 系列
    - ビジネスコミュニケーション - 社会の諸問題・簿記・情報・マナーについて学ぶ。就職試験を突破する力を身につける。
    - 人間文化と芸術 - 人文・国際・語学・歴史・芸術について学ぶ。英語や芸術を重点的に学ぶことも可能。主に文系の大学・短期大学への進学に対応している。
    - 自然科学と情報 - 科学やICTについて学ぶ。理系や看護医療系の大学・短期大学・専門学校への進学を支援する。
    - 子どもと暮らし - こども達の為の仕事や介護について学ぶ。幼児教育・介護福祉の大学・専門学校の進学を目指す。

  - 資格取得を奨励するとともに対策講座を開いて支援する。- 介護職員初任者研修・日本漢字能力検定・実用英語技能検定など
  - 朝の10分間学習「Brush Up Time」
  - 情報を整理して、計画的に行動する力を養う「まがたまノート」
  - 奈良県のインクルーシブ教育推進事業により高等養護学校分教室が併設されている。

## 広域通信制
様々なニーズを持った生徒、中途退学者などを受け入れる学校として、広域通信制の高等学校の役割が近年高まっている。これらは分校的役割の地域密着型サテライト教室を持つ学校が多く、全日制並みの昼間通学コースや週4日以下の通学コースを設けている学校も多い。小泉純一郎内閣の下で構造改革特区の制度が設定されて以降、過疎地の小・中学校の廃校を利用した本校が多数設立されている。

## 支援を要する生徒のための学校
発達障害、学習障害、注意欠陥多動性障害、知的障害、自閉症など各種の障害がある生徒や、不登校経験者などを受け入れる学校。
小中学校
- 八王子市立高尾山学園 - 不登校児童・生徒のための体験型学校特区に認定された小中一貫校。
- どんぐり向方小・中学校 - 「前頭葉を鍛える教育」で発達障害等の改善を目指した長野県の私立の小中一貫校。

高等学校
- 大東学園高等学校
- 大阪府の自立支援コース - 公立の高等学校に、障害者を受け入れる取り組みが行われている（大阪府立松原高等学校など）。
- 京都府立山城高等学校 - 聴覚障害教育部がある。
- 和光学園
- 北星学園余市高等学校
- 竹田南高等学校 - 大分県の私立学校。普通学級と、軽度の知的障害者や学習障害者などを対象にした生活教養学級がある。
- 黄柳野高等学校 - 愛知県の全寮制私立学校。主に不登校経験者を受け入れている。
- NHK学園高等学校 - 不登校・ひきこもり経験者を主対象に、ネット双方向授業や教員の自宅訪問がある「Do itコース」がある。
- 八洲学園高等学校 - 不登校・ひきこもりの生徒を主対象に、一定期間、教職員の自宅訪問を受ける「ホームサポートクラス」や卒業後を見据えたトレーニング期間を設けた「5年制コース」がある。
- 京都美山高等学校 - 京都府の私立学校。前身のフリースクールが元になったポランの広場高校の頃から不登校などの課題を抱えた生徒を受け入れている。
- 佐賀県立太良高等学校
- 日章学園九州国際高等学校 - 帰国子女以外の高卒見込者を受け入れず、主に不登校経験者を受け入れている。
- 白根開善学校
- 天龍興譲高等学校 - どんぐり向方中学校（前記）の上部通信制高校。

その他
- 武蔵野東学園 - 東京都の私立学校。幼稚園、小学校、中学校、高等専修学校があり、いずれも健常児と自閉症児の混合教育を行っている。
- 見晴台学園
- やしま学園高等専修学校 - 大阪府の私立の高等専修学校。3年間の高等課程と2年間の専攻科を持つ。同一法人の八洲学園高校（前述）にもこの学校の実績が生かされている。
- 静岡高等学園 - 不登校・軽度発達障害支援学級を設けている。